# 불이문/해탈문
불이문(不二門) 또는 해탈문(解脫門) 은  속된 마음을 돌려서 해탈의 세계에 이르게 한다는 의미를 갖는 문이다, 즉  궁극적으로 인간이 욕심과 욕망으로 인해서 발생된 여러 가지 모든 번뇌와 해탈이 둘이 아니기 때문에 불이문이라고 일컫는 것이다.

## 같이 보기
- 당간
- 일주문
- 불교
- 금강문